# I Am a Photograph
| Recensione  | Giudizio |
| ----------- | -------- |
| AllMusic    | [ 1 ]    |
| Billboard   | positiva |
| Music Story | [ 3 ]    |

I Am a Photograph è il primo album della cantante francese Amanda Lear, pubblicato nel maggio 1977.
L'album, prodotto da Anthony Monn, contiene due tra le più celebri canzoni della cantante: Tomorrow e, dalla terza edizione, Queen of Chinatown.

## Descrizione
Album d'esordio di Amanda Lear, I Am a Photograph fa riferimento, nel titolo, alla passata carriera di modella della cantante. Il disco è stato registrato a Monaco, prodotto da Anthony Monn, ed è composto principalmente da brani di ambito “schlager”, i cui testi sono stati scritti per la maggior parte da Amanda Lear stessa. Oltre alle canzoni composte da Anthony Monn e Rainer Pietsch, l'album comprende alcune cover: These Boots Are Made for Walkin', originalmente cantata da Nancy Sinatra; Blue Tango, con testi firmati dalla Lear; La bagarre, una versione in francese di Trouble di Elvis Presley; più Alphabet, la cui melodia comprende ampi estratti da Il clavicembalo ben temperato di Bach.
La grafica della copertina è accreditata agli studi Ariola-Eurodisc. Il fronte della copertina della prima stampa mostra una porta in legno di un garage su cui è affissa una foto di Amanda Lear presa dalla rivista tedesca BRAVO, assieme a varie fotografie di motociclette, uno specchio, un crocifisso e bandiere statunitense, svedese e olandese. La seconda stampa utilizza invece una foto di Amanda Lear nuda ritagliata scattata da Christa Peters per Playboy. La stampa tedesca del disco include un poster dell'immagine di copertina in cui la cantante appare in topless. Le stampe francesi e italiane utilizzano invece un diverso scatto della stessa sessione di fotografie realizzate per Playboy.
La cover di Trouble era stata precedentemente pubblicata da Amanda Lear come suo singolo d'esordio nel 1975. La versione francese della canzone, intitolata La bagarre, incontra un modesto successo in Germania nel 1976. Il disco viene seguito da Blood & Honey lo stesso anno, singolo che segna un maggiore successo e fa sfondare la Lear a livello internazionale nel 1977. Il seguente Tomorrow arriva al primo posto della classifica italiana, divenendo un suo cavallo di battaglia. Blue Tango viene pubblicato solamente in alcuni stati, ma non si classifica. Più tardi, nel 1977, Queen of Chinatown viene pubblicato come singolo estratto dalla seconda edizione dell'album, diventando una hit in Europa e il più grande successo in classifica per Amanda Lear fino a quel momento.
La campagna promozionale dell'album viene fondata sulla "scandalosa personalità di sex-symbol" di Amanda Lear e accompagnata dalle voci sul suo presunto cambio di sesso; sul suo luogo di nascita, che in quel periodo si dice essere la Transilvania, e sulle sue relazioni con Salvador Dalí e David Bowie. In Italia viene inoltre organizzato un mini tour. L'album infatti divenne un successo commerciale in Europa, ma soprattutto in Italia, dove arriva al 7º posto della classifica.
I Am a Photograph viene ristampato numerose volte con differenti tracce e copertine. La seconda edizione tedesca sostituisce La bagarre con She's Got the Devil in Her Eyes, versione strumentale di Blood & Honey pubblicata come retro del singolo. Nell'edizione successiva, La bagarre viene sostituita da Queen of Chinatown. L'edizione statunitense comprende una versione estesa di Blood & Honey, mentre l'edizione tedesca del 1978 comprende Mother, Look What They've Done to Me, traccia appartenente all'album successivo Sweet Revenge. L'album viene inoltre pubblicato in Brasile con il titolo di Tomorrow, con le tracce ordinate diversamente, e in Zimbabwe e Sudafrica con il titolo di Pretty Boys. In Argentina l'album viene distribuito nel 1979 con il titolo tradotto Soy una fotografia. La ristampa ufficiale in CD viene pubblicata solamente nel 2012 dalla Gold Legion, con tra differenti versioni della copertina, contenenti il poster in cui Amanda appare in topless. Tutte e tre le versioni presentano l'originale tracklist della prima edizione dell'LP, più quattro tracce bonus, compresa Queen of Chinatown. Il materiale è stato rimasterizzato dai nastri originali. Nell'agosto 2014 l'album viene ufficialmente distribuito in download digitale.
Nel 1978 Billboard recensisce l'album elogiando le sue canzoni orecchiabili e descrivendo la voce di Amanda Lear come "unica" e "intrigante". Il critico musicale contemporaneo Michael Freedberg dà quattro stelle all'album su AllMusic, elogiando i suoi arrangiamenti e considerandolo "un album da non perdere". John C. Hughes di Podpose.com considera invece l'album "quasi inascoltabile", criticando la prestazione vocale di Amanda Lear.

## Tracce
Prima edizione (LP, MC)
1. Blood and Honey – 4:50 (Anthony Monn, Amanda Lear)
2. Alphabet (Prelude in C by J. S. Bach) – 4:00 (Johann Sebastian Bach, Charly Ricanek, Anthony Monn, Amanda Lear)
3. These Boots Are Made for Walkin' – 3:18 (Lee Hazlewood)
4. Tomorrow – 4:10 (Rainer Pietsch, Amanda Lear)
5. Pretty Boys – 2:55 (Anthony Monn, Amanda Lear)
6. Alligator – 4:35 (Rainer Pietsch, Amanda Lear)
7. The Lady in Black – 3:30 (Anthony Monn, Amanda Lear)
8. I Am a Photograph – 4:25 (Anthony Monn, Amanda Lear)
9. La bagarre – 3:27 (Jerry Leiber, Mike Stoller)
10. Blue Tango – 2:40 (Leroy Anderson, Amanda Lear)

Durata totale: 37:50
Seconda edizione tedesca ed edizione italiana (LP, MC)
1. Blood and Honey – 4:50 (Anthony Monn, Amanda Lear)
2. Alphabet (Prelude in C by J. S. Bach) – 4:00 (Johann Sebastian Bach, Charly Ricanek, Anthony Monn, Amanda Lear)
3. These Boots Are Made for Walkin' – 3:18 (Lee Hazlewood)
4. Tomorrow – 4:10 (Rainer Pietsch, Amanda Lear)
5. Pretty Boys – 2:55 (Anthony Monn, Amanda Lear)
6. Alligator – 4:35 (Rainer Pietsch, Amanda Lear)
7. The Lady in Black – 3:30 (Anthony Monn, Amanda Lear)
8. I Am a Photograph – 4:25 (Anthony Monn, Amanda Lear)
9. She's Got the Devil in Her Eyes – 3:05 (Anthony Monn, Amanda Lear)
10. Blue Tango – 2:40 (Leroy Anderson, Amanda Lear)

Durata totale: 37:28
Terza edizione tedesca (LP, MC)
1. Blood and Honey – 4:50 (Anthony Monn, Amanda Lear)
2. Alphabet (Prelude In C By J.S. Bach) – 4:00 (Amanda Lear, Johann Sebastian Bach)
3. These Boots Are Made for Walkin' – 3:18 (Lee Hazlewood)
4. Tomorrow – 4:10 (Rainer Pietsch, Amanda Lear)
5. Pretty Boys – 2:55 (Anthony Monn, Amanda Lear)
6. Queen Of China-Town – 4:15 (Anthony Monn, Amanda Lear)
7. Alligator – 4:35 (Rainer Pietsch, Amanda Lear)
8. The Lady in Black – 3:30 (Anthony Monn, Amanda Lear)
9. I Am a Photograph – 4:25 (Anthony Monn, Amanda Lear)
10. Blue Tango – 2:40 (Amanda Lear, Mitchell Parish, Leroy Anderson)

Durata totale: 38:38
Edizione USA (LP)
1. Blood and Honey – 7:14 (Anthony Monn, Amanda Lear)
2. Alphabet (Prelude in C by J. S. Bach) – 3:58 (Johann Sebastian Bach, Charly Ricanek, Anthony Monn, Amanda Lear)
3. These Boots Are Made for Walkin' – 3:18 (Lee Hazlewood)
4. Tomorrow – 4:10 (Rainer Pietsch, Amanda Lear)
5. Pretty Boys – 2:54 (Anthony Monn, Amanda Lear)
6. Queen of China-Town – 4:15 (Anthony Monn, Amanda Lear)
7. Alligator – 4:31 (Rainer Pietsch, Amanda Lear)
8. The Lady in Black – 3:38 (Anthony Monn, Amanda Lear)
9. I Am a Photograph – 4:24 (Anthony Monn, Amanda Lear)
10. Blue Tango – 2:44 (Leroy Anderson, Amanda Lear)

Durata totale: 41:06
Edizione DDR (LP)
1. Blood and Honey – 4:50 (Anthony Monn, Amanda Lear)
2. Alphabet (Prelude in C by J. S. Bach) – 4:00 (Johann Sebastian Bach, Charly Ricanek, Anthony Monn, Amanda Lear)
3. These Boots Are Made for Walkin' – 3:18 (Lee Hazlewood)
4. Tomorrow – 4:10 (Rainer Pietsch, Amanda Lear)
5. Pretty Boys – 2:55 (Anthony Monn, Amanda Lear)
6. Mother, Look What They've Done to Me – 4:25 (Anthony Monn, Amanda Lear)
7. Alligator – 4:35 (Rainer Pietsch, Amanda Lear)
8. The Lady in Black – 3:30 (Anthony Monn, Amanda Lear)
9. I Am a Photograph – 4:25 (Anthony Monn, Amanda Lear)
10. Blue Tango – 2:40 (Leroy Anderson, Amanda Lear)

Durata totale: 38:48
Edizione brasiliana (LP)
1. Tomorrow – 4:10 (Rainer Pietsch, Amanda Lear)
2. Alphabet (Prelude in C by J. S. Bach) – 4:00 (Johann Sebastian Bach, Charly Ricanek, Anthony Monn, Amanda Lear)
3. These Boots Are Made for Walkin' – 3:18 (Lee Hazlewood)
4. Blood and Honey – 4:50 (Anthony Monn, Amanda Lear)
5. Pretty Boys – 2:55 (Anthony Monn, Amanda Lear)
6. Queen of China-Town – 4:15 (Anthony Monn, Amanda Lear)
7. Alligator – 4:35 (Rainer Pietsch, Amanda Lear)
8. The Lady in Black – 3:30 (Anthony Monn, Amanda Lear)
9. I Am a Photograph – 4:21 (Anthony Monn, Amanda Lear)
10. Blue Tango – 2:40 (Leroy Anderson, Amanda Lear)

Durata totale: 38:34
Ristampa in CD
1. Blood and Honey – 4:50 (Anthony Monn, Amanda Lear)
2. Alphabet (Prelude in C by J. S. Bach) – 3:56 (Johann Sebastian Bach, Charly Ricanek, Anthony Monn, Amanda Lear)
3. These Boots Are Made for Walkin' – 3:18 (Lee Hazlewood)
4. Tomorrow – 4:10 (Rainer Pietsch, Amanda Lear)
5. Pretty Boys – 2:55 (Anthony Monn, Amanda Lear)
6. Alligator – 4:35 (Rainer Pietsch, Amanda Lear)
7. The Lady in Black – 3:36 (Anthony Monn, Amanda Lear)
8. I Am a Photograph – 4:25 (Anthony Monn, Amanda Lear)
9. La bagarre – 3:27 (Jerry Leiber, Mike Stoller)
10. Blue Tango – 2:43 (Leroy Anderson, Amanda Lear)
11. Queen of Chinatown – 4:15 (Anthony Monn, Amanda Lear)
12. Blood and Honey (12" Version) – 8:55 (Anthony Monn, Amanda Lear)
13. She's Got the Devil in Her Eyes – 3:05 (Anthony Monn, Amanda Lear)
14. Lethal Leading Lady – 2:52 (Amanda Lear, La Bionda, Malachy)

Durata totale: 57:02

## Crediti
- Amanda Lear – voce
- Bavarian Strings – archi
- Mats Björklund – chitarra
- Hermann Breuer – corno
- Harold Faltermeyer – tastiere, Moog
- Rudi Fuessers – corno
- Lee Harper – corno
- Martin Harrison – batteria
- Howard Katz – corno
- Peter Lüdermann – ingegnere del suono
- Renate Maurer – voce
- Anthony Monn – produttore, arrangiamenti
- Paul Niezgoda – corni
- Charly Ricanek – arrangiamenti, tastiere
- Claudia Schwarz – voce
- Giuseppe Solera – corno
- Pit Troja – percussioni
- Gary Unwin – basso
- Gitta Walther – voce

## Classifiche

### Classifiche settimanali
| Classifica (1977–78) | Posizione |
| -------------------- | --------- |
| Austria              | 25        |
| Germania             | 26        |
| Italia               | 7         |

### Classifiche annuali
| Classifica (1977) | Posizione |
| ----------------- | --------- |
| Germania          | 78        |
| Italia            | 34        |

| Classifica (1978) | Posizione |
| ----------------- | --------- |
| Germania          | 53        |